# کیم سو-هی (اسکیت‌باز سرعت)
کیم سو-هی (انگلیسی: Kim So-hee؛ زادهٔ ۱۶ سپتامبر ۱۹۷۶) اسکیت‌باز سرعت اهل کره جنوبی است.